# Voz de Palestina
Voz de Palestina (en árabe: صوت فلسطين; romanizado como: Ṣawt Filasṭīn), es una estación de radio con sede en Ramala, Palestina. La emisora es una subsidiaria de la Corporación de Radiodifusión Palestina, bajo el control de la Autoridad Nacional Palestina.

## Historia
La estación fue originalmente conocida como Voz de la Revolución Palestina (en árabe: صوت الثورة الفلسطينية; romanizado como: Ṣawt aṮ-ṯawra l-Filasṭīniyya) antes de los Acuerdos de Oslo en 1993, y fue relanzado bajo el nuevo nombre el 17 de octubre de 1998. Las primeras emisiones experimentales incluyeron programas musicales, deportivos, informativos, culturales y de salud.
El 12 de octubre de 2000, poco después de los hechos de la Segunda Intifada la Fuerza Aérea Israelí detuvo la transmisión de la emisora destruyendo el equipo de transmisión de onda media. Actualmente la radioemisora transmite únicamente por onda corta (FM).
El centro de transmisión de la Voz de Palestina fue destruido por Israel en enero de 2002. Anne Applebaum escribió que «la Voz de Palestina seguirá siendo lo que se ha convertido: un combatiente —y, por lo tanto, un objetivo legítimo— en una guerra dolorosa, interminable y de baja intensidad».
El 20 de marzo de 2023, las autoridades israelíes prohibieron operar a Voz de Palestina en Israel. Dicho país cerró la oficina de la emisora en Jerusalén Oriental, considerada parte de Cisjordania y de Palestina según el derecho internacional. La orden no afectó la operación de la emisora en Cisjordania ni en Gaza.